# 折原伊桜
折原 伊桜（おりはら いお、11月20日 - ）は、日本の女性歌手、元アイドル。アイドルグループ・NightOwlの元メンバー。長崎県出身。愛称は、いおぴ、イオス、イオスケ。

## 人物
長崎県生まれ。身長167cm。赤に染めた髪と青のカラコンがトレードマーク。
アニソンを好み、水樹奈々の大ファンであることを公言している。
特技は息が長い事とされている。(10秒間壁にティッシュを吹ける)
ある年のOLDCODEXの公演にて、曲中での「歌える人いるか」との問いかけに手を上げてZepp Nambaのステージ上で歌った経験から、「もう一回あの場所で歌いたい」という思いが生まれ、アイドル事務所・QOOLONGのオーディションを受けて活動を開始した。

## 略歴
アイドル以前、大手メガバンクに勤務していた。
2019年8月23日、アイドルグループ・NightOwlのオリジナルメンバーとしてデビュー。
2022年6月9日、「クロムレイ」名義でソロ活動を開始。翌10日に1stシングル「建國」配信開始とともに、YouTubeにてMVを公開。同年11月20日、ESAKA MUSEにて開催された自身の生誕祭の国賓（ゲスト）として、ソロ名義での初のライブ出演。
2023年3月1日、ソロ名義を「折原伊桜」に統一することを発表。
2023年6月1日、既存曲3曲に加え新曲3曲を収録した1st EP「紅光國」の配信を開始。同月10日、ソロ活動開始1周年を記念して、青山 月見ル君想フにて初のワンマンライブ「建國記念式典」を開催。同年9月24日および10月15日にソロワンマンディナーショー「折原伊桜の歌唱晩餐会」を開催することを発表。
2023年11月18日、昨年に引き続きESAKA MUSEでの自身の生誕祭にゲストとしてソロ名義で出演。同月25日、折原がステージに立つ道を志すきっかけとなったRest of ChildhoodのHAL（OLDCODEXのYORKE.の現名義）を招いての主催対バンイベント「浪漫共鳴会」を開催。
2025年7月28日、なんばHatchでのラストライブをもってNightOwl解散。
2025年8月20日、アーティストとしてアソビシステムに所属することを発表。

## ディスコグラフィー

### 配信限定シングル
|     | 発売日         | タイトル     |
| --- | -------------- | ------------ |
| 1st | 2022年6月10日  | 建國         |
| 2nd | 2022年10月20日 | 冷炎         |
| 3rd | 2022年11月21日 | 創跡         |
| 4th | 2024年6月15日  | SouthernStar |
| 5th | 2025年7月23日  | Fly by Night |

### EP
|     | 発売日       | タイトル | 収録曲                                                       | 備考                                                              |
| --- | ------------ | -------- | ------------------------------------------------------------ | ----------------------------------------------------------------- |
| 1st | 2022年6月1日 | 紅光國   | 1. 鬨の声 2. 建國 3. アンスペシャル 4. Sugar 5. 冷炎 6. 創跡 | 6月30日に予約限定でサイン入りCD発売。 7月29日にサインなしCD発売。 |

## ミュージックビデオ
- 建國 - YouTube
- 冷炎 - YouTube

## ライブ・イベント

### ソロ名義出演ライブ
| 公演名                                  | 開催日         | 会場              | 備考                                            |
| --------------------------------------- | -------------- | ----------------- | ----------------------------------------------- |
| 折原伊桜生誕『オハイオ集会』            | 2022年11月20日 | ESAKA MUSE        | 国賓（ゲスト）としての参加。 「創跡」を初披露。 |
| 建國記念式典                            | 2023年6月10日  | 青山 月見ル君想フ |                                                 |
| 折原伊桜生誕『オハイオ集会』            | 2023年11月18日 | ESAKA MUSE        | ゲストとしての出演。                            |
| 浪漫共鳴会                              | 2023年11月25日 | Spotify O-Crest   |                                                 |
| 折原伊桜ソロ2周年ワンマンライブ「式典」 | 2024年6月30日  | 青山 月見ル君想フ | 「SouthernStar」を初披露。                      |

### ディナーショー
| 公演名                              | 開催日         | 開催地                        | 備考 |
| ----------------------------------- | -------------- | ----------------------------- | ---- |
| 折原伊桜の歌唱晩餐会                | 2023年9月24日  | 東京                          |      |
| 折原伊桜の歌唱晩餐会                | 2023年10月15日 | 大阪                          |      |
| 折原伊桜の歌唱晩餐会 ✟ハロウィン編✟ | 2024年10月5日  | Entertainment Dining BERONICA |      |